# Fenofibrat
Fenofibrát je antihiperlipemik oziroma učinkovina za zdravljenje povišanih krvnih ravni lipidov, ki se  se uporablja skozi usta in spada v skupino fibratov. Deluje tudi urikozurično (pospešuje izločanje sečne kisline s sečem). Kot antihiperlipemik se uporablja manj pogosto kot statini in je v primerjavi s statini namenjen za zdravljenje druge oblike hiperlipidemije. Za statine obstajajo pri zdravljenju hiperlipidemij močni dokazi za zmanjšanje tveganja za srčne bolezni in smrtnost, za fenofibrat pa obstajajo takšni dokazi le za določeno skupino bolnikov, in sicer tiste s povečanimi vrednostmi trigliceridov in znižanimi vrednostmi HDL-holesterola. Ob uporabi zdravila fenofibrat se priporoča tudi ustrezna dieta za zmanjšanje krvnih maščob.
Med pogoste neželene učinke spadajo poslabšanje jetrne funkcije, težave z dihanjem, bolečina v trebuhu, težave z mišicami in slabost. Možni hudi neželeni učinki so toksična epidermalna nekroliza, rabdomioliza, žolčni kamni in vnetje trebušne slinavke. Uporaba med nosečnostjo in dojenjem se ne priporoča. Deluje po več mehanizmih.
Fenofibrat so patentirali leta 1969, v klinično uporabo pa je prišel leta 1975. Na trgu so na voljo generična zdravila.

## Klinična uporaba
Fenofibrat se uporablja zlasti za zdravljenje primarne hiperholesterolemije in mešane dislipidemije. Pri teh bolnikih se v kombinaciji z ustrezno dieto uporablja za zmanjšanje povišanih ravni LDL-holesterola, trigliceridov in apolipoproteina B ter za povečanje ravni HDL-holesterola.
Fenofibrat lahko tudi upočasni napredovanje diabetične retinopatije in tako zmanjša verjetnost za potrebo po invazivnem zdravljenju, kot je laserska operacija, pri bolnikih  s sladkorno boleznijo tipa 2 z že prisotno retinopatijo. Za zdravljenje diabetične retinopatije pri bolnikih s sladkorno boleznijo tipa 2 so ga prvi odobrili v Avstraliji. V dveh velikih mednarodnih kliničnih preskušanjih FIELD in ACCORD-Eye so ugotovili, da fenofibrat zmanjša potrebo po laserskem zdravljenju diabetične retinopatije za 1,5 % v obdobju 5 let, napredovanje bolezni v obdobju 4 let pa za 3,7 %. Za boljše razumevanje vloge fenofibrata v zmanjševanju napredovanja diabetične retinopatije so potrebne nadaljnje študije. V dosedanjih preskušanjih fenofibrat ni pokazal statistično pomembnega vpliva na tveganje za srčno-žilne dogodke v tej populaciji, lahko pa bi bolniki z dislipidemijo z visokimi ravnmi trigliceridov, ki prejemajo statine, imeli korist pri dodatku fenofibrata k shemi zdravljenja.
Fenofibrat po nekaterih podatkih tudi zmanjšuje tveganje za potrebo po amputaciji stopala pri bolnikih s sladkorno boleznijo tipa 2 brez mikrovaskularne bolezni. V preskušanju FIELD je fenofibrat v odmerku 200 mg dnevno pokazal zmanjšanje tveganja za amputacijo za 37 %, ne glede na glikemično kontrolo, prisotnost oziroma odsotnost dislipidemije oziroma njegovo delovanje na zniževanje  lipidov v krvi. Vendar pa je v kohorti bolnikov, ki so potrebovali amputacijo, imelo več posameznikov srčno-žilne bolezni že v preteklosti (npr. angino pektoris, miokardni infarkt), so bolehali za sladkorno boleznijo dlje časa in več bolnikov je v izhodišču imelo nevropatijo.
Fenofibrat se uporablja nenamensko tudi kot dodatna terapija za zniževanje hiperurikemije (povišane vrednosti sečne kisline v krvi) pri bolnikih s putiko.

### Huda hipertrigliceridemija tipa IV ali V
Fenofibrat se v kombinaciji z ustrezno dieto uporablja v zdravljenju odraslih bolnikov s hudo hipertrigliceridemijo. Z izboljšano glikemično kontrolo pri bolnikih s sladkorno bolezen, ki imajo mikronemiji se običajno tudi zmanjša potreba po farmakološkem zdravljenju.
Statini ostajajo zdravilo izbora za zdravljenje povišanih ravni holesterola v krvi in ni dokazov o koristi uporabe dodatnih zdravil v kombinaciji s statini.

### Covid 19
Avgusta 2021 so raziskovalci iz Združenega kraljestva in Italije poročali o laboratorijskih izsledkih, v katerih je fenofibrat pokazal, da lahko v in vitro znatno zavre virus SARS-CoV-2. Destabilizira konično beljakovino na površini virusa in tako prepreči, da bi se vezala na angiotensin-pretvarjajoči encim 2 (ACE2) na človeških celicah, ki ima vlogo receptorja za vstop virusa v celice. Prav tako deluje protivnetno, saj zavre vnetne signalne poti v telesnih celicah. Vendar pa v eni od kliničnih raziskav, v kateri so primerjali fenofibrat s placebom pri zdravljenju bolnikov s covidom 19, fenofibrat ni pokazal kliničnih koristi.

## Mehanizem delovanja
Fenofibrat je predzdravilo; gre za derivat fenofibrične kisline, ki preko aktivacije PPARα (angl.  peroxisome proliferator-activated receptor α) vpliva na lipide v krvi. Preko aktivacije PPARα fenofibrat poveča lipolizo in izločanje aterogenih, s trigliceridi bogatih delcev iz plazme z aktivacijo lipoprotein lipaze in zmanjšanjem tvorbe apoproteina C III. Aktivacija PPARα vpliva tudi na povečanje sinteze apoproteinov AI in AII.
Mehanizem delovanja fenofibrata pri preprečevanju napredovanja diabetične retinopatije pri bolnikih s sladkorno boleznijo ni povsem pojasnjeno. Hiperlipidemija je sicer povezana s povečanim tveganjem za napredovanje diabetične retinopatije in višji celokupni holesterol je povezan s poslabšanjem vida, vendar fenofibrat pri tem deluje verjetno neodvisno od ravni maščob v krvi.